# Lord Brummell (film 1954)
Lord Brummell (Beau Brummell) è un film del 1954, diretto da Curtis Bernhardt. È la biografia romanzata di Lord Brummell, famoso dandy ottocentesco qui interpretato da Stewart Granger.
La storia di Brummell era già portata sullo schermo nel 1913 dal regista James Young con il film Beau Brummel e nel 1924 da Harry Beaumont con Beau Brummell con John Barrymore.

## Trama
Lord Brummell, elegantissimo e aristocratico dandy, è amico del principe del Galles (il futuro re d'Inghilterra Giorgio IV).
Invidiato da tutti, dopo anni di feste e divertimenti, Brummel litigherà con il principe, cadendo in disgrazia. Per orgoglio, lascerà Londra, recandosi all'estero. Non rientrerà più in patria e morirà povero in Francia.

## Produzione
Il film, prodotto dalla MGM, venne girato in Inghilterra, a Brighton, nell'East Sussex; a Maidenhead, nel Berkshire; all'ippodromo di Newmarket Racecourse, Newmarket, Suffolk; a Ockwells Manor, Ockwells Road, Cox Green, Maidenhead; nella sala del trono del castello di Windsor e a Windsor (Berkshire). 
Il film venne accompagnato dalla musica suonata dalla Royal Philharmonic Orchestra.

## Distribuzione

### Data di uscita
IMDB
- USA	6 ottobre 1954	 (Philadelphia, Pennsylvania) (première)
- Australia	18 marzo 1955
- Svezia	18 aprile 1955
- Finlandia	22 aprile 1955
- Belgio	12 agosto 1955
- Francia	17 agosto 1955
- Germania Ovest	23 dicembre 1955
- Austria	gennaio 1956
- Danimarca	19 maggio 1959

Alias
- Beau Brummell	USA (titolo originale)
- Beau Brummell - Rebell und Verführer	Austria / Germania Ovest
- Le beau Brummel	Belgio (titolo Francese) / Francia
- Beau Brummel - Rebell und Verführer	Germania Ovest
- Brummell kapitány	Ungheria
- El hermoso Brummel	Venezuela
- Forfængelighedens pris	Danimarca
- Kongelig skandale	Norvegia
- Kuninkaan suosikki	Finlandia
- Lord Brummell	Italia
- O Belo Brummell	Portogallo
- O oraios Brummell	Grecia
- Piekny Brummell	Polonia
- Skandalernas man	Svezia

## Differenti versioni
- Beau Brummel, regia di James Young (1913)
- Beau Brummell, regia di Harry Beaumont (1924)
- Lord Brummell (Beau Brummell), regia di Curtis Bernhardt (1954)